# 윤시영 (뮤지컬 배우)
윤시영(2002년 ~)은 대한민국의 뮤지컬 배우다.

## 학력
- 안산고등학교

## 방송
- 보이스 키즈 (2013) - Top27
- 스타킹 (2013)
- 불후의 명곡 - 전설을 노래하다 (2014)
- 아버지가 이상해 (2017)
- CTS 대한민국 K-가스펠 (2021)

## 공연
- 오즈의 마법사 (2009)
- 화려한 휴가 (2010)
- 생명의 항해 (2010)
- 애니 (2010, 2011) - 애니 역
- 모차르트 (2011, 2012) - 어린 난넬 역
- 서편제 (2012, 2014) - 어린 송화 역
- 두 도시 이야기 (2012) - 리틀 루시 역
- 갈라쇼 The Musical (2012)
- 아름다운 것들 (2013)
- 풀하우스 (2014) - 어린 지은 역
- 2014 서울뮤지컬페스티벌 개막갈라쇼 (2014)
- 마리 앙투아네트 (2014) - 마리 테레즈 역
- 더 뮤지컬 콘서트 (2015) - 특별출연
- 명성황후 (2018) - 명성황후 아역

## 영화
- 겨울왕국 더빙판 (2014) - 어린 안나 목소리 역

## 음반
- 하이주송 (2014)

## 피처링
- 앙상블 더류 <화해> (2020)

## 기타
- 영화 겨울왕국 OST (한국어 더빙 버전) 수록곡 《같이 눈사람 만들래?》 보컬 참여 (2014)